# Chlidonias
Chlidonias è un genere di uccelli caradriformi della sottofamiglia Sterninae, nella famiglia Laridae.

## Tassonomia
Chlidonis albostriatus non ha sottospecie, è monotipica..

## Descrizione
Le specie appartenenti a Chlidonias sono uccelli che prediligono le paludi e gli stagni d'acqua dolce invece delle coste come la maggior parte delle altre sterne.

## Specie
Questo genere è suddiviso in 4 specie:
- Chlidonias
  - Chlidonias albostriatus o sterna frontenera
  - Chlidonias hybridus o mignattino piombato
  - Chlidonias leucopterus o mignattino alibianche
  - Chlidonias niger o mignattino